# La Magie de la peur
La Magie de la peur est un roman de fantasy écrit par Robin Hobb. Traduction française du deuxième tiers du livre original Forest Mage publié en 2006, il a été publié en français le 15 avril 2008 aux éditions Pygmalion et constitue le quatrième tome du cycle Le Soldat chamane.

## Résumé
Jamère Burvelle, abandonnant la demeure familiale, se rend vers la frontière orientale de la Gernie en suivant la route du roi, une voie traversant les plaines gerniennes et devant à terme couper à travers les monts de la Barrière, la chaîne de montagne où vivent les Ocellions. En chemin, il tente de s'engager dans un contingent de soldats protégeant un relais de coursiers mais il essuie un refus sec et humiliant à cause de son embonpoint sans cesse grandissant.
Poursuivant son chemin, il rencontre dans un hameau une femme du nom d'Amzil, mère de trois enfants en bas âge. Elle lui accorde le gîte et le couvert en échange de divers services. Ce qui devait durer une nuit s'étendra finalement sur quasiment un mois. Vers la fin de cette période, Jamère retrouve en rêve la femme-arbre et découvre qu'il n'est pas parvenu à la tuer, ce qui le soulage pleinement. La rencontre fortuite d'un éclaireur blessé, soldat de l'armée du roi nommé Buel Faille, va précipiter son départ. L'homme blessé, lui ordonne de le transporter à Guetis. Jamère abandonne alors Amzil et ses enfants.
Arrivé à Guetis, Jamère parvient à se faire engager dans la garnison royale grâce aux recommandations du lieutenant Faille. Le colonel responsable de la garnison le nomme à la surveillance du cimetière principal de Guetis, situé à une heure de cheval de la cité. Il y est détaché de toute autorité autre que celle du colonel et se voit donné toute latitude pour entretenir et surveiller les tombes afin d'empêcher qu'elles soient profanées par les tribus ocellionnes.
La vie à Guetis semble des plus étranges pour Jamère : tous les habitants semblent pris d'une apathie que rien ne vient ébranler. Cette apathie se change en peur puis terreur dès que l'on s'approche puis tente de pénétrer la jungle qui entoure la ville. Ainsi, les travaux de la route du roi qui pour l'instant se termine à Guétis n'avancent qu'à une allure terriblement lente, les ouvriers étant pris d'une terreur insurmontable dès qu'ils dépassent la fin de la route.
Par hasard, Jamère aperçoit un jour dans un magasin de Guetis sa cousine Épinie, dont il parvient à se cacher, puis quelques jours après sur son mari Spic qui est parvenu à se faire enrôler comme officier dans la garnison de Guetis. Ce dernier le reconnait mais Jamère réussit à lui soutirer la promesse qu'il ne parlera pas de cette rencontre à sa femme, Jamère étant persuadé qu'il ne leur attirera que des ennuis si les habitants de Guetis apprennent qu'ils sont liés au gros gardien du cimetière que tous trouvent à tout le moins étrange.
Le lieutenant Faille, maintenant rétabli de ses blessures, rend plusieurs fois visite à Jamère. Il lui affirme qu'il connait la situation dans laquelle se trouve Jamère par rapport à la magie des Ocellions et que lui-même, par l'intermédiaire d'une Ocellionne, se voit contraint à obéir aux ordres de cette magie. Un soir, Buel Faille entraîne Jamère dans un établissement abritant des prostitués et ce dernier, utilise sa magie pour transmettre à Fala, la jeune fille qui s'occupe de lui, le plaisir qu'il ressent. Ce geste qui lui semble anodin aura comme à chaque fois qu'il fait usage de la magie de sombres conséquences.